# Col·legi Major Universitari Ilerdense de Barcelona
El Col·legi Major Universitari Ilerdense de Barcelona és un col·legi major universitari que va funcionar entre els anys 1969 i 1982. Es va construir el 1968 a l'anomenada Finca Güell, al costat de la Facultat de Dret.
En aquells 13 anys hi van residir prop de 1000 estudiants universitaris, una bona part d'ells originaris de les comarques lleidatanes, encara que també era nodrida la presència d'estudians gironins, tarragonins i mallorquins. Més reduït era el nombre d'altres comunitats com ara valencians, aragonesos, andorrans o bascos.
La idea de construir a Barcelona un col·legi major per a estudiants lleidatans va sorgir als anys 60 a Lleida fruit d'unes families preocupades pel futur dels seus fills estudiants un cop haguessin de desplaçar-se a estudiar a la ciutat comtal. Es va formar un patronat que mitjançant la venda de títols va aconseguir el capital necessari per a tirar endavant l'obra. La Universitat de Barcelona va cedir per la seva part uns terrenys a la llavors Av. de la Victoria, avui Av. de Pedralbes, just darrere la Facultat de Dret de la Diagonal.
La capacitat del col·legi major era d'unes 250 places distribuïdes majoritàriament en habitacions triples, i tenia tots els serveis necessaris perquè els joves estudiants tinguessin les seves necessitats cobertes tant en els aspectes logístics com culturals i recreatius.
Els primers anys després de la seva mort de Franco, hi van va haver moltes vagues i la universitat va estar tancada força temps. Els problemes dels estudiants amb la policia, anomenats llavors grisos, eren freqüents i el director del col·legi va haver d'intervenir alguna vegada per a posar en llibertat algun col·legial detingut. Al col·legi, també es van celebrar actes polítics, encapçalats per l'Assemblea de Catalunya, i reunions de quadres del PCE en l'època de la transició.
Al Col·legi s'organitzaren també actes culturals com les Segones Jornades d'Estudi de les Terres de Lleida, organitzades al mes de maig de 1979, on també es realitza un recital poètic amb la participació de Jordi Pàmias i de cantautors de Ponent. I també, funcionà un grup de teatre, sota la direcció de Pere Manuel Mestre Moyà, amb el qual es realitzaren nombroses represtacions d'obres teatrals.
Entre els fundadors del Col·legi Major Universitari Ilerdense de Barcelona es troba Josep Castellà i Formiguera. i com a secretari i coordinador d'activitats Pere Antorn.
Una vegada tancat el col·legi, es va formar a Lleida l'Associació Res Non Verba que, amb els fons obtinguts de la venda, es dedica a patrocinar activitats de caràcter cultural. L'antic edifici que ocupà el Col·legi Major Universitari Ilerdense de Barcelona passà a formar part dels nous espais que la Facultat de dret de la Universitat de Barcelona ocupà a partir del curs 1982-83.
L'any 2017 es va publicar la novel·la "Col·legi Major" de Jep Betriu, sobre les vivències d'un col·legial durant el mes de gener de l'any 1974.